# Lijst van geannuleerde spaceshuttlemissies
Hier volgt een lijst van geannuleerde spaceshuttlemissies. De meeste missies werden geannuleerd als een direct gevolg van de Challenger- of Columbia-ramp. Sommige missies werden echter om andere redenen geannuleerd, zoals vertraagde ladingen.
Ook missies die, als gevolg van een van de twee rampen, zijn herzien en vervolgens opnieuw zijn gepland met nieuwe primaire doelstellingen zijn in de lijst opgenomen. Ter verduidelijking: STS-121 heeft na de ramp met Columbia totaal andere doelstellingen verkregen, waardoor de missie van vóór de ramp wél in de lijst is opgenomen als STS-121a. STS-115 daarentegen is weliswaar na rampvlucht STS-107 ontzettend vertraagd, maar diens primaire doelstellingen zijn behouden gebleven, waardoor deze missie niet in de lijst is opgenomen.
Ten slotte geldt dat alle genoemde astronauten de Amerikaanse nationaliteit hebben, tenzij anders aangegeven door middel van een vlag en de IOC-code van het land van herkomst van de astronaut.

## Vóór de eerste vlucht
Al vóór de eerste shuttlemissie, STS-1, werden twee missies geschrapt.

### STS-1a
STS-1 zou oorspronkelijk een testvlucht geweest zijn waarbij de RTLS abort mode zou worden uitgetest. Astronauten achtten de missie echter te gevaarlijk. Als gevolg hiervan werd de missie nooit gevlogen en kreeg de eerste echte missie gewoon de naam STS-1.
Om duidelijk onderscheid te maken tussen STS-1 en de nooit gevlogen testmissie, wordt de testmissie wel STS-1a genoemd.

### STS-2a
STS-2a was een shuttlemissie die al eind jaren 70 had moeten vliegen. De bedoeling was om de omloopbaan van het Amerikaanse ruimtestation Skylab te verhogen met de motorkracht van de shuttle tijdens diens tweede missie. Door vertraging van het programma kon de missie niet doorgaan en was Skylab al in de atmosfeer verbrand toen de eerste spaceshuttle in 1981 gelanceerd werd.
STS-2a zou STS-2 geheten hebben als de shuttle volgens de plannen al eind jaren 70 had kunnen vliegen. Het was immers de tweede shuttlemissie geweest. Om tegenwoordig duidelijk onderscheid te maken tussen de daadwerkelijke tweede shuttlemissie STS-2 en deze, duiden we laatstgenoemde wel aan met STS-2a.

## 1983

### STS-10
STS-10 werd geannuleerd vanwege vertraging van de lading. Die lading was een satelliet van het Department of Defense. De lancering zou in november 1983 plaatsgevonden hebben. De bemanning zou bestaan hebben uit:
- T. Kenneth Mattingly, II - Commandant
- Loren Shriver - Piloot
- Ellison S. Onizuka - Mission Specialist 1
- James Buchli - Mission Specialist 2
- Gary E. Payton|Gary Payton - Manned Spaceflight Engineer

De missie werd later alsnog gevlogen als missie STS-51-C met dezelfde bemanning. Die missie vond plaats in januari 1985.

## 1984

### STS-12
In maart 1984 zou STS-12 gevlogen zijn, als het niet zo zou zijn dat de Inertial Upper Stage (IUS) van de lading, een TDRS-satelliet, mankementen vertoonde. De bemanning had bestaan uit:
- Henry Hartsfield, Jr. - Commandant
- Michael Coats - Piloot
- Richard Mullane - Mission Specialist 1
- Steven Hawley - Mission Specialist 2
- Judith Resnik - Mission Specialist 3

De bemanning mocht eind augustus 1984 alsnog de ruimte in tijdens missie STS-41-D. Dat was de eerste vlucht van het ruimteveer Discovery.

### STS-41-E
Ook STS-41-E werd genekt door falen van de IUS van diens lading: een satelliet van het Department of Defense (DoD). De lancering zou in juli 1984 plaatsgevonden hebben met ruimteveer Challenger Als de missie was doorgegaan, zou de bemanning deze samenstelling gehad hebben:
- T. Kenneth Mattingly, II - Commandant
- Loren Shriver - Piloot
- Ellison S. Onizuka - Mission Specialist 1
- James Buchli - Mission Specialist 2
- Jeffrey Detroye - Manned Spaceflight Engineer

### STS-41-F
Officieel werd STS-41-F (voorzien voor augustus 1984) geannuleerd vanwege vertraging van de lading, maar de annulering had ook te maken met de vertraging van missie STS-41-D. De belangrijkste ladingen van STS-41-F werden dan ook bij STS-41-D gevoegd. De NASA had de volgende bemanningsleden aangewezen voor deze vlucht:
- Karol J. Bobko - Commandant
- Donald E. Williams - Piloot
- M. Rhea Seddon - Mission Specialist 1
- Jeffrey A. Hoffman - Mission Specialist 2
- S. David Griggs - Mission Specialist 3

De vijf astronauten gingen tijdens missie STS-51-D alsnog de ruimte in. STS-41-F zou de eerste missie geweest zijn van het ruimteveer Discovery.

### STS-41-H
STS-41-H zou een TDRS- of DoD-satelliet gelanceerd hebben in september 1984. De bemanningsleden zouden de volgende zeven geweest zijn.
- Frederick Hauck - Commandant
- David M. Walker - Piloot
- Anna Fisher - Mission Specialist 1
- Dale Gardner - Mission Specialist 2
- Joseph P. Allen - Mission Specialist 3
- Frank J. Casserino - Manned Spaceflight Engineer
- Gary Payton - Manned Spaceflight Engineer

De eerste vijf bemanningsleden zouden tijdens STS-51-A gezamenlijk de ruimte in gaan. Verder vloog Payton nog tijdens STS-51-C, maar Casserino is uiteindelijk nooit in de ruimte geweest.

## 1985

### STS-51-E
STS-51-E was een missie die geannuleerd werd wegens het falen van de IUS van de TDRS-satelliet die meegevlogen zou hebben bij de missie. De bemanningsleden die voor STS-51-E waren aangewezen, zijn:
- Karol J. Bobko - Commandant
- Donald E. Williams - Piloot
- M. Rhea Seddon - Mission Specialist 1
- Jeffrey A. Hoffman - Mission Specialist 2
- S. David Griggs - Mission Specialist 3
- Patrick Baudry - Payload Specialist 1 -  Frankrijk
- Jake Garn - Payload Specialist 2

De bemanning werd verplaatst naar missie STS-51-D.

## 1986 (Jaar van de Challenger-ramp)
Op een koude dinsdagmorgen in Florida verongelukte de bemanning van spaceshuttle Challenger aan het begin van missie STS-51-L, op 28 januari 1986. 73 seconden na de lancering desintegreerde de Challenger in een vuurzee op 15 kilometer hoogte.
De ramp had grote gevolgen. Het shuttleprogramma werd meer dan twee jaar stopgezet, de NASA moest minder optimistische lanceermanifesten maken, zodat er minder druk op de ketel kwam te staan. Verder werd bekendgemaakt dat er geen commerciële satellieten meer met de shuttle gelanceerd zouden worden en dat DoD-satellieten voortaan het liefst met andere raketten dan de shuttle gelanceerd zouden worden. Daarnaast was de ruimtevaartorganisatie een shuttle armer, waardoor de beslissing werd genomen een vervangende shuttle te bouwen, die later de wereld in ging als Endeavour.
Dit alles bewoog NASA ertoe veel missies te annuleren en om weer over te stappen op het oude systeem om missies aan te duiden. Dat laatste zorgde ervoor dat in feite alle voorziene missies werden geannuleerd. Natuurlijk werd een groot deel van onderstaande missies later alsnog gevlogen onder een nieuwe naam. Welke missie dat dan is, wordt hieronder vermeld.
Verder is het zo dat de bronnen niet allemaal eenduidig zijn over welke bemanningsleden voor welke missie aangewezen waren. Welke bronnen gebruikt zijn voor de beschreven bemanning staat vermeld, indien bronnen 3, 4 en 5 niet eenduidig zijn.

### STS-61-E
In maart 1986 zou STS-61-E gelanceerd zijn met de ASTRO-1 als lading, een wetenschappelijk instrument, gebruikmakend van spaceshuttle Columbia. De bemanning van STS-61-E zou de volgende samenstelling gehad hebben.
- Jon McBride - Commandant
- Richard N. Richards - Piloot
- Robert A. Parker - Mission Specialist 1
- Jeffrey A. Hoffman - Mission Specialist 2
- David Leestma - Mission Specialist 3
- Ronald A. Parise - Payload Specialist 1
- Samuel T. Durrance - Payload Specialist 2

Later, tijdens STS-35, werden de doelen van STS-61-E alsnog gehaald, zij het met een deels andere bemanning.

### STS-61-F
STS-61-F zou in mei 1986 starten, waarbij het zonneobservatorium Ulysses in de ruimte gebracht zou zijn. Daarvoor zou het ruimteveer Challenger gebruikt worden. De bemanning zou bestaan hebben uit:
- Frederick H. Hauck - Commandant
- Roy D. Bridges, Jr. - Piloot
- John M. Lounge - Mission Specialist 1
- David C. Hilmers - Mission Specialist 2

Ulysses werd in 1990 gelanceerd tijdens missie STS-41. Bovenstaande bemanning vloog daarbij niet.

### STS-61-G
De Jupiter-sonde Galileo zou tijdens STS-61-G gelanceerd zijn, in mei 1986. Hiervoor was men van plan spaceshuttle Atlantis te gebruiken. De bemanning:
- David M. Walker - Commandant
- Ronald J. Grabe - Piloot
- Norman E. Thagard - Mission Specialist 1
- James D. A. van Hoften - Mission Specialist 2

Bovenstaande bemanning vloog niet tijdens STS-34, waarbij Galileo alsnog in de ruimte werd gebracht. Echter, de eerste drie mannen gingen wel gezamenlijk de ruimte in tijdens STS-30, toen de Venus-sonde Magellan gelanceerd werd.

### STS-61-H
STS-61-H zou met behulp van Columbia enkele communicatiesatellieten in een omloopbaan rond de aarde gebracht hebben. De missie zou in juni 1986 gelanceerd worden. De bemanning bestond uit de volgende zeven personen.
- Michael Coats - Commandant
- John Blaha - Piloot
- Anna Fisher - Mission Specialist 1
- James Buchli - Mission Specialist 2
- Robert Springer - Mission Specialist 3
- Nigel Wood - Payload Specialist 1 -  Verenigd Koninkrijk
- Pratiwi Sudarmono - Payload Specialist 2 -  India

Aangezien communicatiesatellieten na de ramp met de Challenger niet meer met de shuttle de ruimte in werden gebracht, werd voor STS-61-H nooit een vervangende vlucht gemaakt.

### STS-62-A
STS-62-A zou de allereerste bemande missie zijn vanaf lanceerbasis Vandenberg in Californië, gebruikmakend van shuttle Discovery in juli 1986. De missie zou een polaire (militaire) verkenningssatelliet gelanceerd hebben.
- Robert L. Crippen - Commandant
- Guy S. Gardner - Piloot
- Dale A. Gardner - Mission Specialist 1
- Jerry L. Ross - Mission Specialist 2
- Michael Mullane - Mission Specialist 3
- Brett Watterson - Manned Spaceflight Engineer
- Edward C. Aldridge Jr. - Payload Specialist 1

Omdat er na de ramp geen plannen meer waren om ook spaceshuttles vanuit Californië te lanceren, werd deze missie nooit gevlogen met een nieuwe naam. Wel vlogen G. Gardner, Ross en Mullane nog gezamenlijk tijdens STS-27.

### STS-61-M
In juli 1986 zou vlucht STS-61-M gelanceerd zijn. De missie zou de eerste missie van het Electrophoresis Operations in Space-project geweest zijn en verder zou TDRS-satelliet 4 gelanceerd zijn. Spaceshuttle Challenger zou tijdens de vlucht de volgende mensen aan boord gehad hebben.
- Loren Shriver - Commandant
- Bryan O'Connor - Piloot
- Sally Ride - Mission Specialist 1
- William Fisher - Mission Specialist 2
- Mark C. Lee - Mission Specialist 3
- Robert Wood - Payload Specialist 1

Tijdens STS-29 werd TDRS-4 alsnog gelanceerd, maar geen van bovenstaande bemanningsleden vloog mee.

### STS-61-J
De Hubble Space Telescope (HST) zou tijdens STS-61-J in augustus 1986 de ruimte in gebracht zijn door ruimteveer Atlantis. De geselecteerde bemanningsleden waren:
- John W. Young - Commandant
- Charles F. Bolden, Jr. - Piloot
- Kathryn D. Sullivan - Mission Specialist 1
- Bruce McCandless II - Mission Specialist 2
- Steven A. Hawley - Mission Specialist 3

De lancering van de HST liep liefst drieënhalf jaar vertraging op en vond pas in april 1990 plaats. Tijdens die missie, STS-31, was de samenstelling van de bemanning slechts minimaal anders. Alleen de commandant vloog niet mee in 1990.

### STS-61-N
Deze geannuleerde missie zou in september 1986 een satelliet van het DoD in de ruimte gebracht hebben, met behulp van ruimteveer Columbia. Het volgende zestal zou daarbij gelanceerd worden.
- Brewster H. Shaw - Commandant
- Michael J. McCulley - Piloot
- David C. Leestma - Mission Specialist 1
- James C. Adamson - Mission Specialist 2
- Mark N. Brown - Mission Specialist 3
- Frank J. Casserino - Manned Spaceflight Engineer

Vier van de zes bemanningsleden vlogen alsnog tijdens STS-28 gezamenlijk. Wellicht werd toen dezelfde geheime lading gelanceerd.

### STS-61-I
Spaceshuttle Challenger zou tijdens STS-61-I in september 1986 de Long-Duration Exposure Facility (LDEF) weer teruggehaald hebben. Verder zou een communicatiesatelliet gelanceerd zijn. De bemanning bestond uit:
- Donald E. Williams - Commandant
- Michael J. Smith - Piloot
- James P. Bagian - Mission Specialist 1
- Bonnie J. Dunbar - Mission Specialist 2
- Manley L. Carter - Mission Specialist 3
- Nagapathi C. Bhat - Payload Specialist 1 -  India
- Onaangekondigde eerste journalist in de ruimte.[3]

De communicatiesatelliet werd vanzelfsprekend niet tijdens een andere shuttlemissie gelanceerd. Wel werd LDEF teruggehaald tijdens STS-32 in 1990. Dunbar vloog daarbij mee.

### STS-62-B
STS-62-B was de tweede geplande missie vanaf lanceerbasis Vandenberg, die gevlogen zou zijn door Discovery in september 1986. De missie zou een lading voor het DoD gelanceerd hebben. Het enige bemanningslid dat geselecteerd was, was:
- Katherine E. Roberts - Manned Spaceflight Engineer

Een vervangende bemande missie werd vanzelfsprekend nooit gevlogen.

### STS-61-K
STS-61-K zou met spaceshuttle Atlantis de eerste Environmental Observation Mission geweest zijn. De lancering stond gepland voor oktober 1986. De volgende acht personen waren geselecteerd voor deze missie.
- Vance D. Brand - Commandant
- S. David Griggs - Piloot
- Robert L. Stewart - Mission Specialist 1
- Owen K. Garriott - Mission Specialist 2
- Claude Nicollier - Mission Specialist 3 -  Zwitserland
- Michael Lampton - Payload Specialist 1
- Byron K. Lichtenberg - Payload Specialist 2
- Robert E. Stevenson - Payload Specialist 3

De missie werd niet opnieuw gepland.

### STS-61-L
Missie STS-61-L was voorzien voor november 1986 en zou spaceshuttle Columbia gebruikt hebben voor de lancering van enkele communicatiesatellieten. Er was ten tijde van de ramp slechts één bemanningslid aangewezen voor deze missie, te weten:
- John H. Konrad - Payload Specialist 1

Omdat het een lancering van communicatiesatellieten betrof, werd STS-61-L niet opnieuw gepland.

### STS-71-B
Tijdens missie STS-71-B zou een satelliet van het DoD gelanceerd zijn. Ruimteveer Challenger zou deze vlucht in december 1986 gevlogen hebben. Eén bemanningslid was al aangewezen.
- Charles E. Jones - Manned Spaceflight Engineer

Vanwege het feit dat de lading geheim was, is het niet bekend of die alsnog tijdens een latere shuttlemissie is gelanceerd.

## 1987
Ook de annuleringen in 1987 hebben als oorzaak rampvlucht STS-51-L. 1987 was het meest optimistisch geplande jaar van het laatste lanceermanifest voor de ramp, met maar liefst negentien geplande missies. Bemanningsleden waren nog nauwelijks aangewezen.

### STS-71-A
STS-71-A zou de tweede missie geweest zijn die het ASTRO-laboratorium zou hebben gebruikt, na STS-61-E. Ten behoeve van deze missie zou de spaceshuttle Atlantis in januari 1987 gelanceerd zijn. Er was ten tijde van de ramp slechts één bemanningslid aangewezen:
- Kenneth H. Nordsieck - Payload Specialist 1

Missie ASTRO-2 werd alsnog gevlogen tijdens STS-67, in maart 1995. Nordsieck was toen geen bemanningslid.

### STS-71-C
Tijdens STS-71-C zouden eind januari 1987 onder andere Britse communicatiesatellieten gelanceerd worden met behulp van Columbia. Mede hierom was al één bemanningslid bekend:
- Peter H. Longhurst - Payload Specialist 1 -  Verenigd Koninkrijk

De ladingen van STS-71-C werden gelanceerd met alternatieve, onbemande raketten.

### STS-71-D
Half februari 1987 zou spaceshuttle Challenger gelanceerd worden voor missie STS-71-D. Het zou de tweede missie van het Electrophoresis Operations in Space-project geweest zijn en er zou verder TDRS-satelliet 3 gelanceerd zijn. In ieder geval zou het volgende bemanningslid gelanceerd worden:
- Robert J. Wood - Payload Specialist 1

TDRS-3 werd alsnog tijdens STS-26 gelanceerd. Daarbij was Wood geen bemanningslid.

### STS-71-E
STS-71-D zou in maart 1987 de eerste Spacelab Life Sciences-missie (SLS) geweest zijn. Er waren hierom al twee Payload Specialists aangewezen voor deze vlucht met ruimteveer Atlantis.
- Francis A. Gaffney - Payload Specialist 1
- Robert W. Phillips - Payload Specialist 2

Uiteindelijk werd STS-40 de eerste SLS-missie. Gaffney vloog toen mee.

### STS-72-A
Volgens de planning zou in maart 1987 ook de derde missie vanaf lanceerbasis Vandenberg plaatsgevonden hebben: STS-71-E. De lanceerdatum viel slechts enkele dagen na STS-71-D. In de praktijk is dat onmogelijk - er kan immers maar een shuttlemissie tegelijk gevlogen worden. De lanceerdata waren dan ook alleen voor de planning bedoeld: mocht geen van beide missies tijdens de voorbereidingen vertraging opgelopen hebben, dan zou een van de twee missies uitgesteld zijn.
Voor STS-72-A, die gevlogen zou zijn door Discovery, was nog geen bemanning aangewezen. Wel was de lading bekend: Space Radar Laboratory 2. Dat laboratorium werd alsnog tijdens STS-68 gebruikt. Verder was er nog plek voor een andere lading waarover nog geen uitsluitsel was.

### STS-71-F
Maart 1987 was in de planning een drukke shuttlemaand: volgens de planning slechts acht dagen na de lancering van STS-71-E zou STS-71-F al gelanceerd zijn. In de praktijk was dit waarschijnlijk onhaalbaar geweest.
STS-71-F zou met behulp van Columbia twee ladingen van het DoD en MSL-5 in de ruimte gebracht hebben. Het volgende Canadese bemanningslid was al aangewezen:
- Steven G. Maclean - Payload Specialist 1 -  Canada

Wanneer de ladingen van STS-71-F gelanceerd zijn, is onbekend. Wel weten we dat Maclean tijdens de missies STS-52 en STS-115 de ruimte in is geweest. De doelstellingen van die twee missies waren echter totaal anders dan de doelstellingen van STS-71-F.

### STS-71-G
Spaceshuttle Challenger zou tijdens STS-71-G in april 1987 de volgende ladingen bij zich gehad hebben: MSL-4, HS-376-R, een lading van het DoD en de instrumenten Shuttle Solar Backscatter Ultraviolet (SSBUV) en Effects of Oxygen Interaction with Materials 3 (EOIM-III). De ladingen werden verspreid over verschillende missies alsnog gelanceerd. Een bemanning was nog niet aangewezen.

### STS-71-H
Missie STS-71-H, die gevlogen zou zijn door Atlantis in mei 1987, zou een lading van het DoD gelanceerd hebben. Een bemanning was nog niet aangewezen.

### STS-71-I
In mei 1987 zou verder STS-71-I gevlogen hebben, gebruikmakend van shuttle Columbia. Hierbij zou het International Microgravity Laboratory gebruikt zijn. Dat laboratorium werd alsnog tijdens STS-42 gebruikt. Ook voor deze missie was een bemanning nog niet aangewezen.

### STS-71-J
STS-71-J, waarvoor nog geen bemanningsleden geselecteerd waren, zou in juni 1987 gelanceerd zijn met behulp van ruimteveer Challenger. De missie zou de tweede Long Duration Exposure Facility (LDEF-2) gelanceerd hebben.

### STS-71-K
Ook STS-71-K had nog geen bemanningsleden toegewezen gekregen. De missie zou in juli 1987 gevlogen zijn met de spaceshuttle Atlantis. De lading had bestaan uit MSL-7, Intelsat-6 1 en een lading van het DoD.

### Overige missies
Verder werden in 1987 de missies STS-71-L, STS-71-M, STS-71-N, STS-71-O, STS-81-A, STS-81-B, STS-81-C en STS-81-D geannuleerd.

## 1988
In 1988 werden de missies STS-81-E, STS-81-F, STS-81-G, STS-81-H, STS-82-A, STS-81-I, STS-81-J, STS-81-K, STS-81-L, STS-82-B, STS-81-M en STS-81-N geannuleerd.

## 2003
In 2003 werd de missie STS-114a geannuleerd.

## 2004
In 2004 werden de missies STS-122a, STS-121a, STS-123a en STS-124a geannuleerd.

## 2005
In 2005 werden de missies STS-125a, STS-126a, STS-127a, STS-128a en STS-129a geannuleerd.

## 2006
In 2006 werden de missies STS-130a, STS-131a, STS-132a, STS-133a en STS-134a geannuleerd.

## 2007
In 2007 werden de missies STS-135a, STS-136a, STS-137a en STS-138a geannuleerd.

## 2009
In 2009 werd de missie STS-144 geannuleerd.